# Ermin Seratlić
Ermin Seratlić (wym. [ɛrmin sɛratlitɕ]; ur. 21 sierpnia 1990 w Titogradzie) – czarnogórski piłkarz występujący na pozycji pomocnika w FK Mornar Bar.

## Kariera klubowa
Od 2012 roku do 2013 Ermin Seratlić był zawodnikiem Mladost Podgorica, do którego został wypożyczony z Jagiellonii Białystok. W 2014 roku reprezentował barwy FK Dečić Tuzi. Następnie grał w takich klubach jak FK Radnik Bijeljina i FK Budućnost Podgorica.